# تیم آکروجت بلایا روس
تیم آکروجت بلایا روس (Belaya Rus)، یک تیم آکروجت متعلق به نیروی هوایی و نیروهای دفاع هوایی جمهوری بلاروس است که با هواپیمای جت آموزشی آلباتروس آئرو ال-۳۹  ساخت جمهوری چک به انجام حرکات ایروباتیک می پردازد. این تیم در نمایشگاههای هوانوردی و تعطیلات رسمی در جمهوری بلاروس نمایش اجرا می کند.

## نمای کلی

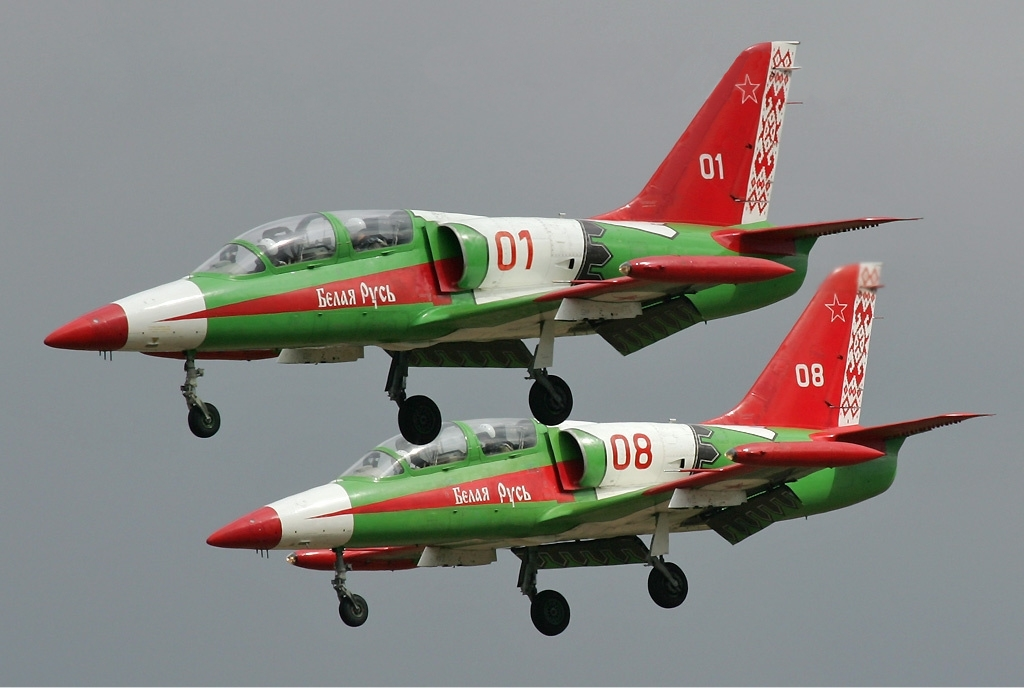
تیم در رژه روز پیروزی مینسک در سال 2010

## مراجع
الگو:Modern aerobatic teams